# National Museums Liverpool
Il National Museums Liverpool (Musei Nazionali di Liverpool), precedentemente noto come National Museums and Galleries on Merseyside, è un sistema museale che comprende numerosi musei e gallerie d'arte nella città e nei dintorni di Liverpool, Inghilterra. Tutti i musei e le gallerie del sistema sono ad ingresso gratuito. Il museo è un organismo pubblico finanziato dal Dipartimento della Cultura, della Comunicazione e dello Sport britannico ed è riconosciuto come ente no-profit.
Le origini dei National Museums Liverpool risalgono al 1851 e alla fondazione di quello che oggi è conosciuto come World Museum.
Negli anni Ottanta del secolo scorso, il governo della città di Liverpool era sotto il controllo dell'ala militante del Partito Laburista. Nel 1986, questa propose la chiusura dei musei cittadini e la vendita dei loro beni, ed in particolare delle collezioni d'arte. Per scongiurare questa eventualità, il governo nazionale Conservatore nazionalizzò tutti i musei di Liverpool e creò il nuovo organismo nazionale dei National Museums and Galleries on Merseyside. Questo cambiò poi il proprio nome in National Museums Liverpool nel 2003.
Le collezioni del sistema museale, provenienti da tutto il mondo, comprendono in tutto oltre un milione di oggetti e di opere d'arte. L'organizzazione tiene anche corsi, letture, eventi e attività didattiche per scuole, ragazzi e adulti. Le sue sedi sono aperte al pubblico 361 giorni all'anno e sono tutte a ingresso gratuito. Il National Museums Liverpool comprende otto sedi diverse, una delle quali, la Lady Lever Art Gallery a Port Sunlight, si trova fuori Liverpool.